# 데이턴 보머스
| 데이턴 보머스 | |
| 콘퍼런스      | 북부 콘퍼런스 (1998년~2004년) 내셔널 콘퍼런스 (2004년~2005년) 아메리칸 콘퍼런스 (2005년~2008년)             |
| 디비전        | 웨스트 디비전 (1991년~1993년) 노스 디비전 (1993년~1997년) (2003년~2009년) 노스웨스트 디비전 (1997년~2003년) |
| 설립연도      | 1991년 |
| 해체연도      | 2009년 |
| 역사          | 데이턴 보머스 (1991년~2009년)                                                                               |
| 경기장        | 하라 아레나 너터 센터                                                                                       |
| 연고지        | 오하이오주 데이턴                                                                                           |
| 상징색        | 감색, 빨강, 하양                                                                                            |
| 구단주        | |
| 단장          | |
| 감독          | |
| NHL 제휴      | |
| AHL 제휴      | |
| 정규시즌 우승 | |
| 콘퍼런스 우승 | 2 (2002, 2007)                                                                                              |
| 디비전 우승   | 2 (2002, 2007)                                                                                              |
| 켈리 컵       | |
| 영구 결번     | |

데이턴 보머스(Dayton Bombers)는 미국 오하이오주 데이턴을 연고지로 하는 1991년부터 2009년까지 ECHL 소속되었던 아이스 하키팀이다.

## 역대 홈경기장
| 경기장        | 사용기간      | 수용인원 | 장소              | 비고 |
| ------------- | ------------- | -------- | ----------------- | ---- |
| 데이턴 보머스 |               |          |                   |      |
| 하라 아레나   | 1991년~1996년 | 5,500명  | 오하이오주 데이턴 | 빈칸 |
| 너터 센터     | 1996년~2009년 | 9,919명  | 오하이오주 데이턴 | 빈칸 |